# Лесная черепаха (Северная Америка)
Лесная черепаха (лат. Glyptemys insculpta) — вид черепах семейства американских пресноводных черепах. Обитатель юго-востока Канады и северо-востока США, оценивается Международным союзом охраны природы как вымирающий.

## Внешний вид

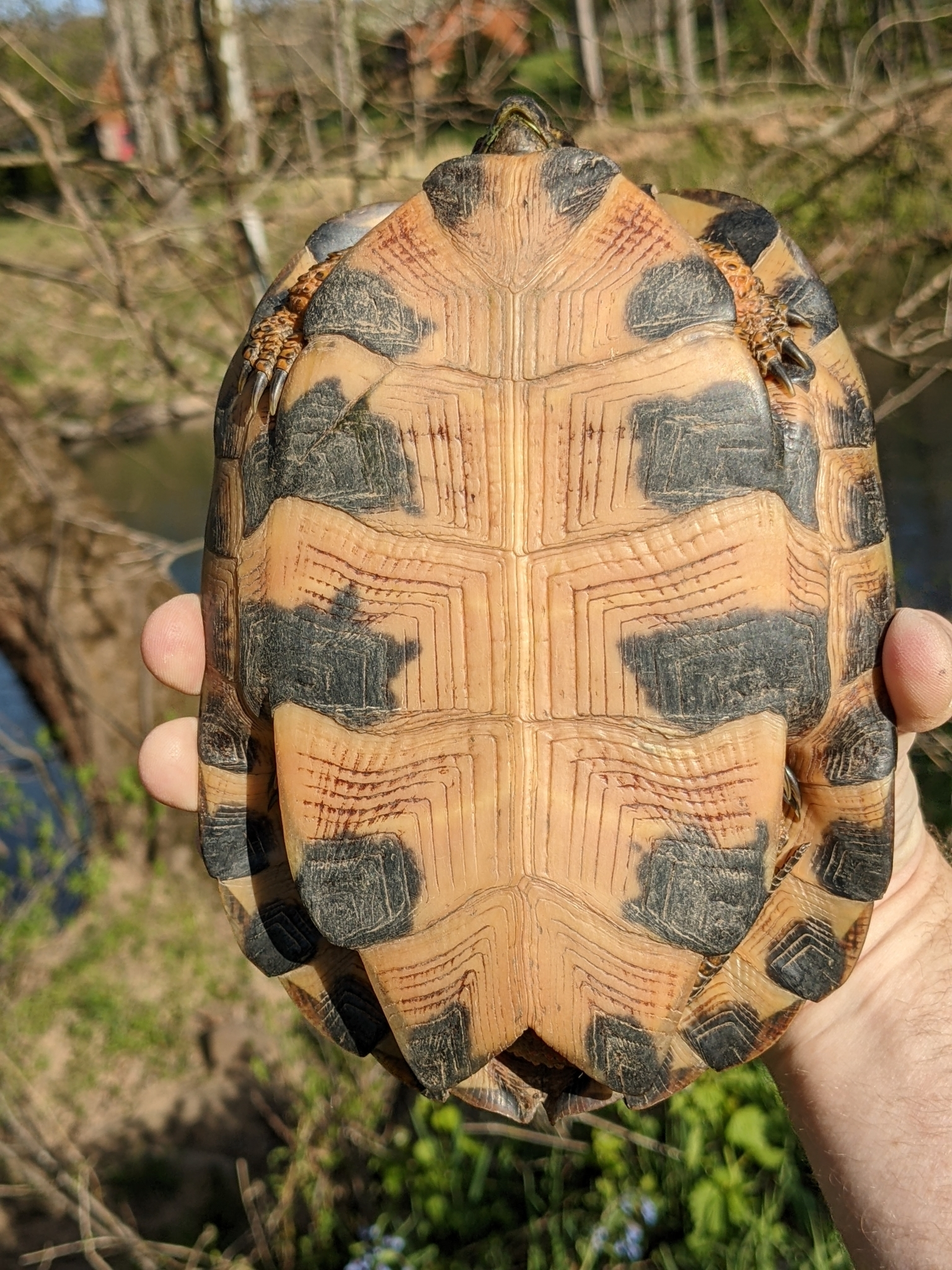
Вид снизу

У взрослых особей при массе тела около 1 кг карапакс длиной от 16 до 23 см, с низким центральным гребнем. У роговых щитков карапакса выраженные концентрические годичные кольца, из-за чего щитки у некоторых экземпляров приобретают форму низких пирамидок, а весь карапакс в целом напоминает резную скульптуру. У старых особей карапакс может стираться до гладкости. Карапакс в основном бурый или серовато-бурый, на позвоночных щитках иногда встречаются расходящиеся жёлтые отметины, в других случаях жёлтый пигмент наблюдается только на центральном гребне. Пластрон цельный, жёлтый с чёрным пятном в задней внешней части каждого щитка. У шеи V-образный вырез. Как и в случае карапакса, у щитков пластрона чётко выражены годичные кольца, которые сглаживаются с возрастом.
Голова чёрная, иногда с белыми точками или отметинами. Чешуя на передних ногах полностью чёрная или с бурыми пятнами, кожа на шее и подошвах ног жёлтая, оранжево-красная или розовая, иногда с более тёмными вкраплениями. У популяций на западе ареала чаще встречаются светлые оттенки кожи, на востоке — более тёмные, близкие к красному.
Наблюдается половой диморфизм. У самцов более широкая голова, более широкий и длинный хвост и более выпуклый, имеющий форму купола карапакс. Пластрон вогнутый в центре. Когда хвост полностью вытянут, клоакальное отверстие выступает за пределы карапакса. У самок карапакс более низкий и широкий, пластрон плоский или слегка выпуклый. У только что вылупившихся черепашат карапакс почти идеально круглой формы, 2,8-3,8 см в диаметре, хвост той же длины, что и карапакс. При рождении черепашата единообразно бурые или серые и светлеют в течение первого года жизни.

## Образ жизни
Встречается в разнообразных условиях, но предпочитает чистые ручьи и реки с твёрдым (песчаным, галечным или каменистым) дном и прилегающие к ним участки леса, лесостепи и, в некоторых случаях, луга и поля. Ведёт дневной образ жизни, большую часть времени проводит, греясь на солнце. Лесная черепаха адаптируется к прохладному климату своего ареала, поддерживая температуру тела, существенно превышающую температуру среды; животное добивается этого, поворачивая спину к солнцу и не поднимаясь высоко над землёй, чтобы не остывать на ветру. Зимой (на севере штата Мичиган с октября по апрель) впадает в спячку, для которой нуждается в глубоких прудах с проточной водой. В основном проводит жизнь в границах индивидуальной территории площадью от 1 до 6 га и в пределах досягаемости от воды, но отдельные особи могут проходить вдоль русла рек и ручьёв значительные расстояния, а в тёплые месяцы заходить далеко от воды.
Продолжительность жизни более 40 лет. Половой зрелости достигает к 14—18 годам. Иерархичны; самцы агрессивно атакуют друг друга, более крупные самцы отгоняют более мелких от самок и кладок яиц в борьбе за право их оплодотворить. Во время брачного ритуала самец и самка иногда стоят друг напротив друга, покачивая головами, но чаще самец просто следует за самкой, пощипывая её за конечности и панцирь. Копуляция обычно осуществляется в мелкой воде на склоне речного русла. В мае-июне самка выбирает место для гнезда на открытых, солнечных речных берегах и отрывает для него сферическую камеру глубиной 5—13 см, которую затем, отложив яйца, тщательно закапывает и разравнивает, маскируя место кладки. Как правило, самка делает одну кладку за брачный сезон, хотя отмечены и случаи второй кладки. В кладке как правило от 8 до 11 яиц (минимум 3, максимум 20). Инкубационный период продолжается 42—82 дня (средняя продолжительность 67 дней).
Всеядный вид. В естественных условиях в пищу идут листья, цветы и ягоды травянистых и древесных растений, грибы, слизни и улитки, насекомые и черви. В поисках пищи передвигается медленно, охотиться неспособен, хотя рацион может включать птичьи яйца или падаль.

## Распространение и охранный статус
Населяет регион Великих озёр на запад до восточной Миннесоты, север Аппалачей и северную Виргинию, распространяется на северо-восток до Новой Шотландии. Изолированная популяция также проживает на северо-востоке Айовы.
Популяции в пределах ареала разрознены и часто малочисленны. В идеальных условиях, на речных берегах, плотность популяции может достигать от 5 до 100 особей на гектар, но такие условия в границах ареала нечасты, а в удалённых от рек возвышенных районах лесная черепаха встречается редко. В условиях сокращения площади естественных условий обитания сокращается и общая численность вида. В прошлом лесная черепаха широко использовалась в пищу, а в дальнейшем стала объектом браконьерского отлова для продажи как популярное домашнее животное. На размеры популяции отрицательно влияют также расплодившиеся вблизи человеческого жилья еноты, поедающие яйца и молодых черепашат. В этих условиях Международный союз охраны природы включает лесную черепаху в число вымирающих видов.

## Систематика
Вид описан в 1830 году Дж. И. Леконтом как Testudo insculpta. Видовое имя, по-видимому, связано с формой карапакса, роговые щитки которого имеют выпуклую форму, придающую панцирю «резной» вид. В 1835 году включён Л. Фитцингером в род Clemmys подсемейства Emydidae и в справочной литературе фигурировал как Clemmys insculpta до конца XX века. Однако молекулярные исследования конца XX — начала XXI века подтвердили, что этот род парафилетический, и в итоге в нём остался только один вид — пятнистая черепаха (Clemmys guttata), тогда как североамериканская лесная черепаха была включена вместе с болотной черепахой Мюленберга в род Glyptemys. По-видимому, родовое название связано с той же особенностью внешнего вида («резной» панцирь), что и видовое.
Гибридизируется с американской болотной черепахой (Emydoidea blandingii) и мраморной черепахой (Actinemys marmorata).